# Hennie te Riet
Hendrik Arie (Hennie) te Riet (Enschede, 24 november 1916 – Almelo, 31 mei 2005) was een Nederlands politicus van de PvdA.
Na de hbs ging hij in 1937 werken bij het arbeidsbureau van achtereenvolgens Enschede, Hengelo en Almelo. Hij bracht het daar tot afdelingshoofd. Hij was betrokken bij het verzet en moest in 1944 onderduiken. Na de bevrijding kwam hij in de gemeenteraad van Almelo en is daar ook wethouder geweest. In 1947 volgde zijn benoeming tot burgemeester van Diepenheim. Te Riet was daarnaast vanaf 1954 voor de PvdA lid van de Provinciale Staten van Overijssel. Hij gaf in 1958 het burgemeesterschap op om bij de provincie Overijssel lid te worden van Gedeputeerde Staten. Hij zou tot 1978 provinciaal statenlid en gedeputeerde blijven.
Te Riet overleed in 2005 op 88-jarige leeftijd. Als hobby had hij het fotograferen van gevelstenen. Hij kwam daarmee in 1976 in het televisieprogramma Van Gewest tot Gewest. Verder was hij betrokken bij het in 1977 verschenen boek 'Gevelstenen en opschriften in Overijssel' (ISBN 90-70072-37-8).